# KTM-5

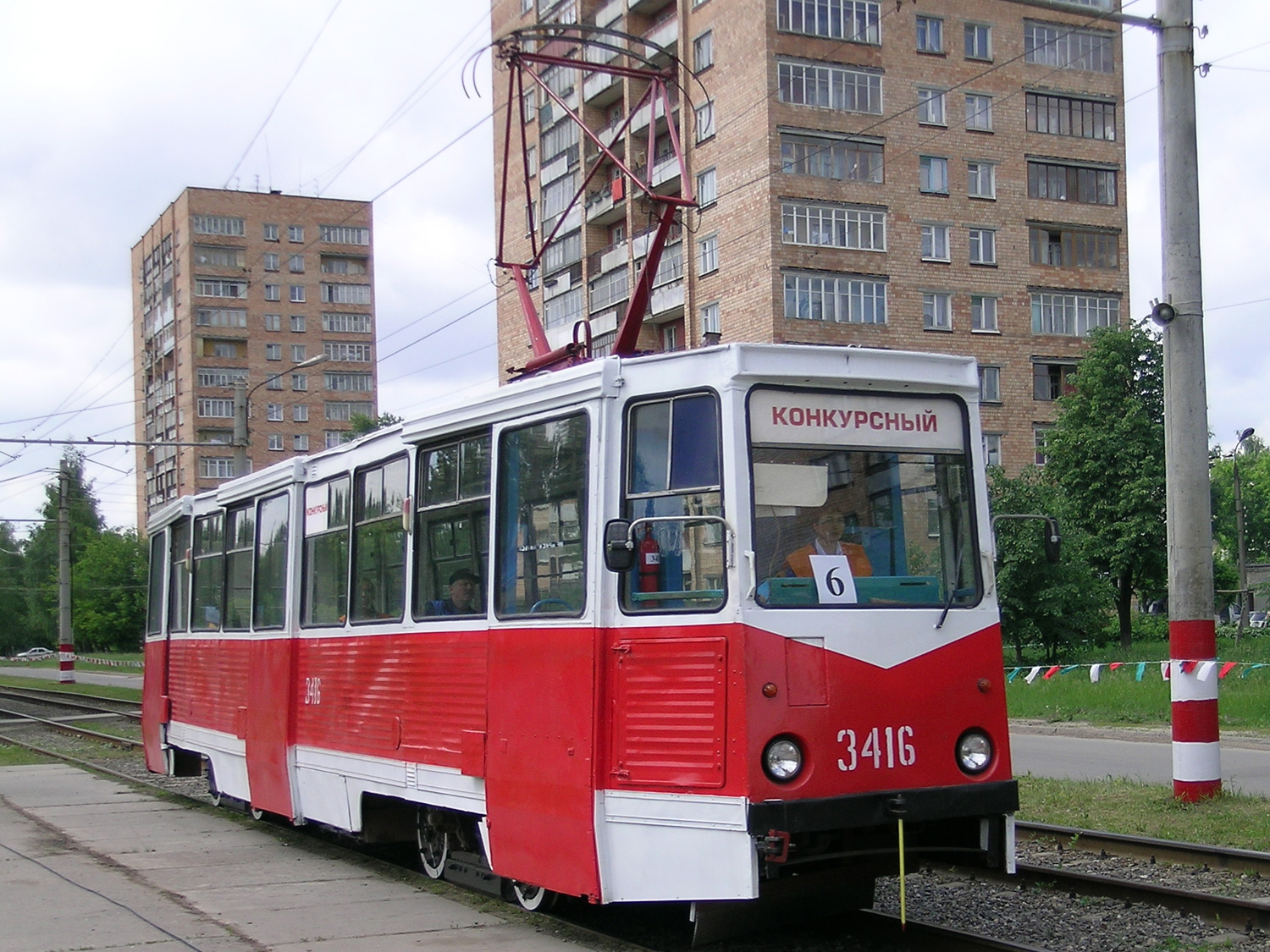
Een KTM-5 in Nizni Novgorod.

De KTM-5 is een tram gebouwd door de fabriek van Oest-Katav in Rusland: de UKVZ.

## Algemeen
Het prototype KTM-5 werd afgeleverd in 1963 en getest in Tsjeljabinsk. In tegenstelling tot alle latere KTM-5's had het prototype een elegante ronde vorm. In 1969 startte de serieproductie van de KTM-5 met de subreeks KTM-5M. Tot 1992 werden in totaal 14.369 van deze trams gebouwd, goed voor een record als meest gebouwde tram ter wereld, nét voor de Tatra T3. Het doel was een eenvoudige en goedkope tram te bouwen en verving de met hetzelfde doel gebouwde tweeassige KTM-2. Deze trams waren voorzien van externe schuifdeuren.

## Subreeksen

### KTM-5M
Gebouwd vanaf 1969, vertoont deze tram uiterlijk weinig gelijkenissen met het prototype uit 1963. De hoekige kast bestond uit plastic platen en de deuren waren schuifdeuren die aan de buitenkant uit de kast uitstaken. De afwerking was uiterst eenvoudig.

### KTM-5M3 (71-605)
Identiek aan de voorgaande reeks, maar in met de kast in metalen golfplaten in plaats van plastic.

### KTM-5A (71-605A)
Deze reeks waarvan er 1426 gebouwd zijn tussen 1989 en 1992 wijkt in enkele details af van de vorige reeks.

### KTM-5U
Identiek aan de KTM-5A, maar met normaalsporige (1435mm) bogies in plaats van het in de Sovjet-Unie gebruikelijke 1524mm. Gebouwd voor Rostov aan de Don tussen 1990 en 1992.

## Verspreiding
De KTM-5 reed op de meeste tramnetten van de Sovjet-Unie met uitzondering van de grote netten (Moskou, Sverdlovsk, ...). Van de grote netten heeft enkel Leningrad KTM-5's besteld in 1982 en 1983.